# Шарлотта Ле Бон
Шарлотта Ле Бон (англ. Charlotte Le Bon; нар. 4 вересня 1986, Монреаль) — канадська акторка, модель, телеведуча, режисерка та сценаристка.

## Життєпис
Народилася 4 вересня 1986 року в Монреалі, провінція Квебек, Канада. Батько — Річард Ле Бон, мати — канадська акторка Бріджитт Паркетт.
Дебютувала в кіно в 2007 році. Як фотомодель з'являлась у журналах Loulou (2008), Elle Quebec (2012), Glamour (2012), Cosmopolitan (2012), Grazia (2013). У 2011 році отримала премію «Відкриття року» «Золоті жінки». Здобула популярність завдяки ролі Офелії у фільмі «Астерікс і Обелікс у Британії». У 2015 році була номінована на премію «Сезар» у категорії «Найкраща акторка другого плану» за роль у фільмі «Ів Сен Лоран».

## Фільмографія
| Рік  |    | Українська назва                 | Оригінальна назва                           | Роль                      |
| ---- | -- | -------------------------------- | ------------------------------------------- | ------------------------- |
| 2007 | кф | Смак часу                        | Le goût du temps                            | продавчиня Лайфмарта      |
| 2010 | кф | Неможливо                        | Impossible                                  | дівчина                   |
| 2012 | ф  | Астерікс і Обелікс у Британії    | Astérix et Obélix: Au service de Sa Majesté | Офелія                    |
| 2012 | ф  | Стратегия – коляска              | La stratégie de la poussette                | Марія Девілл              |
| 2013 | ф  | Піна днів                        | L'écume des jours                           | Ізіс                      |
| 2013 | ф  | Великий злий вовк                | Le grand méchant loup                       | Наташа                    |
| 2013 | ф  | Марш                             | La marche                                   | Клер                      |
| 2013 | с  | Висадка                          | Le débarquement                             | дівчина (Епізод #1.2)     |
| 2013 | мс | Хрюсик i Мухася                  | Hubert & Takako                             | Такако (голос)            |
| 2014 | ф  | Ів Сен Лоран                     | Yves Saint Laurent                          | Вікторія Детрелю          |
| 2014 | ф  | Правила життя французького парня | Libre et assoupi                            | Анна                      |
| 2014 | ф  | Прянощі та пристрасті            | The Hundred-Foot Journey                    | Маргарита                 |
| 2015 | мф | Думками навиворіт                | Inside Out                                  | Джої (французький дубляж) |
| 2015 | ф  | Прогулянка висотою               | The Walk                                    | Енні Аллікс               |
| 2016 | ф  | Антропоїд                        | Anthropoid                                  | Марія Коварнікова         |
| 2016 | ф  | Крижане серце                    | Le secret des banquises                     | Крістофіна                |
| 2016 | ф  | День взяття Бастилії             | Bastille Day                                | Зої Невілл                |
| 2016 | ф  |                                  | Realive                                     | Елізабет                  |
| 2016 | ф  | Обітниця                         | The Promise                                 | Анна                      |
| 2016 | ф  | Антропоїд                        | Anthropoid                                  | Марія Коварнікова         |
| 2019 | ф  | Берлін, я люблю тебе             | Berlin, I Love You                          | Роуз                      |
| 2021 | ф  | Попередження                     | Warning                                     | Шарлотта                  |
| 2022 | ф  | Фреш                             | Fresh                                       | Енн                       |
| 2024 | мф | Думками навиворіт 2              | Inside Out 2                                | Джої (французький дубляж) |
| 2025 | с  | Білий лотос                      | The White Lotus                             |                           |